# Amblytelinus insularis
Amblytelinus insularis är en insektsart som beskrevs av Lindberg 1954. Amblytelinus insularis ingår i släktet Amblytelinus och familjen dvärgstritar. Inga underarter finns listade i Catalogue of Life.